# ورجالویس میریجانیان
ورجالویس کاراپتی میریجانیان (ارمنی: Վերջալույս Միրիջանյան؛ انگلیسی: Verjaluys Karapeti Mirijanyan; زاده ۲۲ دسامبر ۱۹۱۶ – درگذشته ۳ فوریهٔ ۱۹۹۲) یک بازیگر اهل ارمنستان بود. وی بین سال‌های ۱۹۵۸ تا ۱۹۹۲ میلادی فعالیت می‌کرد.

## گزیده فیلمشناسی
از فیلم‌ها یا برنامه‌های تلویزیونی که وی در آن نقش داشته‌است می‌توان به قلب مادر، پرتگاه، رفیق پانجونی اشاره کرد.